# Christian Mayer
Christian Mayer (n. 10 ianuarie 1972, Finkenstein am Faaker See⁠(d), Carintia, Austria) este un schior alpin ce a reprezentat Austria, medaliat olimpic. A participat la 3 ediții ale Jocurilor Olimpice (1992, 1994, 1998) în care a câștigat două medalii de bronz.